# Союз для достижения полноправия еврейского народа
Союз для достижения полноправия еврейского народа в России (идиш: פאלקסגרופע, Folksgrupe "Народная группа") — еврейская антисионистская политическая организация в России, основанная на съезде в Вильне в марте 1905 года. Союз провозгласил работу по установлению "гражданских, политических и национальных прав еврейского народа в России". Его последователи были известны как достиженцы. 
Союзом руководили три видных юриста, Максим Винавер, Оскар Грузенберг и Генрих Слиозберг. В него вошли многие либеральные элементы из кадетской партии. В требования Союза входили равные гражданские права, отмена законов, устанавливающих ограничения для евреев, языковые права (право на доступ к обучению на идише и иврите) и независимость религиозных учреждений. Но тем не менее политическая программа Союза не шла дальше национальной автономии для евреев. 
Центральное бюро Союза находилось в Санкт-Петербурге. Половина членов бюро была представителями столицы, а вторая половина — из провинций Российской империи. 
Сионист и лидер Еврейской народной партии Семён Дубнов обвинял Союз в поддержке ассимиляции. Дубнов входил в Союз на начальном этапе, и отделил сочувствующую ему часть Центрального бюро. Партия была, однако, в состоянии найти общий язык и осуществлять некоторое сотрудничество с Бундом, в своей оппозиции к сионизму. 